# 5. крајишка дивизија НОВЈ
Пета крајишка ударна дивизија била је дивизија Народноослободилачке војске Југославије формирана 9. новембра 1942. на Гламочком пољу, наредбом Врховног штаба НОВ и ПОЈ од Прве, Четврте и Седме крајишке бригаде. Први командант дивизије био је Славко Родић, а политички комесар Илија Дошен.
Из састава дивизије је марта 1943. изузета Седма крајишка бригада, а током маја 1943. у њеном саставу привремено се налазила Друга крајишка ударна бригада. У саставу Дивизије били су још и Ударна група батаљона (два батаљона Шесте и један батаљон Девете крајишке бригаде), од јула до средине септембра 1943; Десета крајишка ударна бригада, од октобра 1943. до марта 1945; Друга италијанска бригада из састава дивизије Гарибалди, од новембра 1943. до фебруара 1944; 21. српска бригада, током септембра и октобра 1944; Прва југословенска бригада, формирана у Совјетском Савезу, од децембра 1944. и Артиљеријска бригада, од новембра 1944. године.
Дивизија је у јануара 1943. имала 3.920, новембра 1944. 7.663, а половином јануара 1945. 10.360 бораца. Од формирања до половине октобра 1943. била је у саставу Првог босанског корпуса (касније Трећи корпуса), затим је била у саставу Оперативне групе дивизија под командом Врховног штаба НОВ и ПОЈ, па Првог пролетерског корпуса. Од јануара 1945. налазила се у саставу Прве армије ЈА. Сматрала се једном од елитних јединица НОВЈ.

## Борбени пут Пете дивизије
Након формирања дивизија као целина учествовала је крајем новембра и током децембра 1942. године у офанзивним операцијама против Немаца и усташа у долини Сане и Уне. Током Операција „Вајс I” успела је да спречи напредовање немачког 749. пука 717. дивизије, а током Операција „Вајс II” водила је успешне еластичну одбрану против наступања 7. СС дивизије и 369. легионарске дивизије.
Током 1943. дивизија је извршила више успешних напада међу којима се истичу заузимање Какња у јуну и напад на аеродром Рајловац у августу.
Током децембра 1943. године дивизија је водила тешке маневарске борбе против јединица 5. СС корпуса током током операције „Кугелблиц” у источној Босни.
Од марта до маја 1944. године учествовала је у наступању кроз Србију, а затим у борбама против Немаца, четника и муслиманске легије у Санџаку и источној Босни. Од почетка августа 1944. Пета крајишка дивизија борила се под непосредном командом Главног штаба НОВ и ПО Србију у бици на Копаонику и биткама у долини Западне Мораве, од октобра 1944. до априла 1945. године учествовала је у борбама на Сремском фронту. 17. јануара 1945. приликом офанзивног удара немачког 34. армијског корпуса дивизија је претрпела тешке губитке, а неке њене јединице су разбијене. Током априла 1945. учествовала је у пробоју Сремског фронта и ослобађању Славонског Брода.

## Командни састав дивизије
- Команданти дивизије:
  - Славко Родић — од формирања дивизије до маја 1943.
  - Милутин Морача — од маја 1943. до марта 1945.
  - Радомир Бабић — од марта 1945. до краја рата
- Политички комесари дивизије:
  - Илија Дошен — од формирања дивизије до фебруара 1943.
  - Илија Матерић — од марта 1943. до марта 1945.
  - Радоје Секулић Максим — од марта 1945. до краја рата
- Начелници Штаба дивизије:
  - Ратко Мартиновић — од јануара 1943. до маја 1944.
  - Ново Матуновић — од фебруара 1945. до краја рата